# 도세탁셀
도세탁셀(Docetaxel, DTX 또는 DXL), 다른 상품명으로는 탁소테르가 있으며 여러 유형의 암을 치료하는 데 사용되는 화학요법 약물이다. 여기에는 유방암, 두경부암, 위암, 전립선암 및 비소세포폐암이 포함된다. 단독으로 사용하거나 다른 화학요법 약물과 함께 사용할 수 있다. 정맥 내 느린 주사로 투여한다.
흔한 부작용으로는 탈모증, 세포감소증 (낮은 혈구 수), 무감각, 숨가쁨, 메스꺼움, 구토, 근육통 등이 있다. 기타 심각한 부작용으로는 알레르기 반응 및 미래 암이 있다. 도세탁셀 유발 폐독성 또한 약물 투여 중단 후 제때 확인 및 치료해야 하는 잘 알려진 부작용이다. 부작용은 간 문제가 있는 사람들에게 더 흔하다. 임신 중 사용은 태아에게 해를 끼칠 수 있다. 도세탁셀은 탁센 계열의 약물이다. 미세소관의 정상적인 기능을 방해하여 세포 분열을 멈추게 함으로써 작용한다.
도세탁셀은 1986년에 특허를 받았고 1995년에 의료용으로 승인되었다. 이것은 세계보건기구 필수 의약품 목록에 포함되어 있다. 도세탁셀은 제네릭 의약품으로 구할 수 있다.

## 의료적 사용

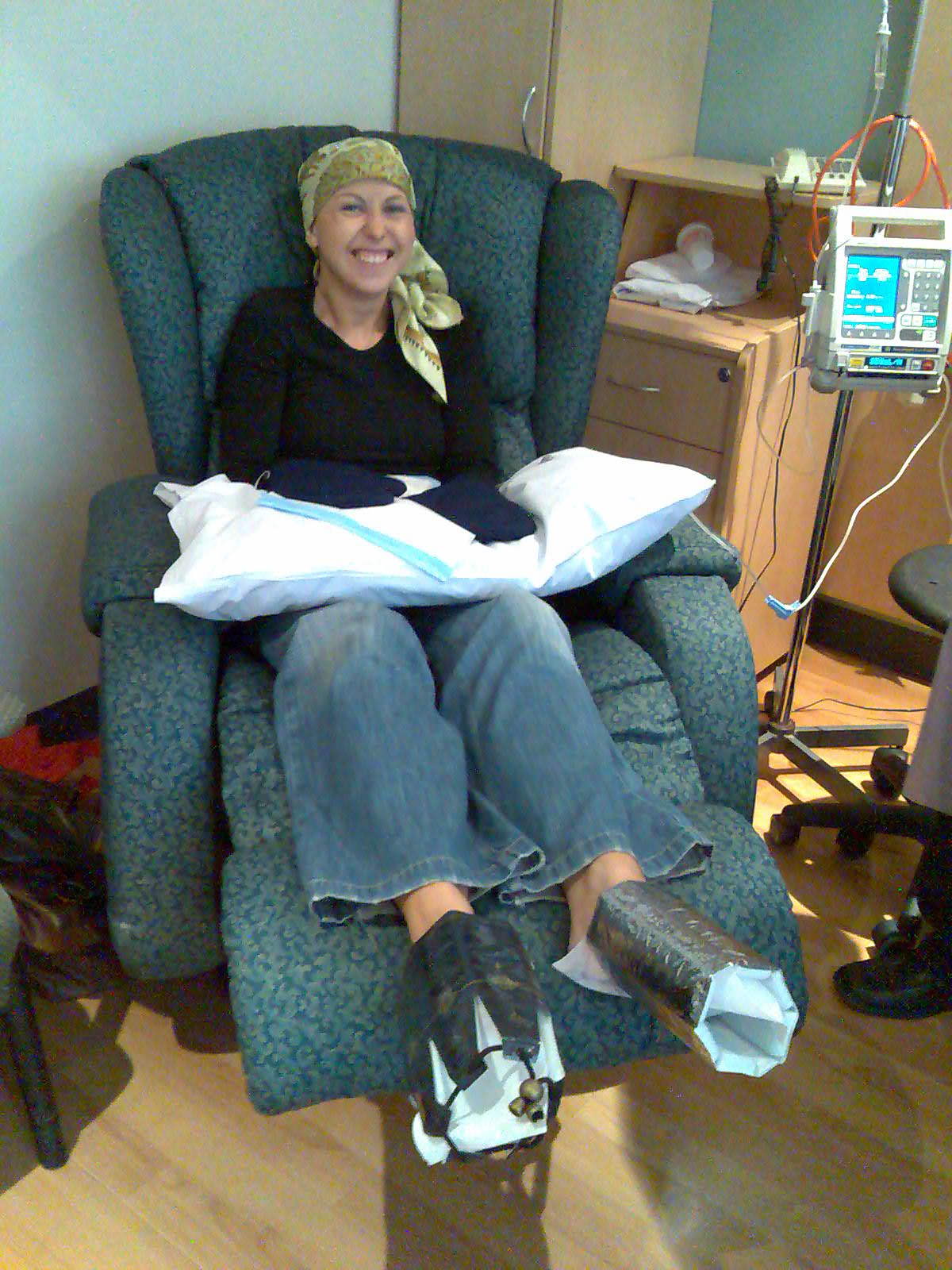
A woman being treated with docetaxel chemotherapy for 유방암. Cold mittens and wine coolers are placed on her hands and feet to prevent deleterious effects on the nails. Similar strategies can be used to prevent hair loss.

도세탁셀은 유방, 폐, 전립선, 위, 두경부, 난소암 등 다양한 암 치료에 사용된다. 임상 데이터에 따르면 도세탁셀은 유방, 대장, 폐, 난소, 전립선, 간, 신장, 위, 두경부암 및 흑색종에 대해 세포독성 활성을 나타내는 것으로 확인되었다. 호르몬 불응성 전립선암에서 도세탁셀은 수명 연장 및 전반적인 삶의 질을 향상시킨다.
탁산의 최적 투여 간격은 아직 확정되지 않았지만, 대부분의 연구에서 3주 또는 1주 투여 간격 모두에서 유의미한 사망률 감소 효과를 발견했다. 2010년 Current Clinical Pharmacology 기사에서는 "매주 투여가 최적의 일정으로 떠올랐다"고 명시하고 있지만, 공식 도세탁셀 첨부 문서에서는 3주마다 투여를 권장한다.

### 결과
도세탁셀 치료는 특정 유형의 암 환자의 생존 기간을 연장시킨다. 일부 임상 시험에서는 중간 생존 기간이 약 3개월만 연장된 것으로 나타났지만, 생존 기간의 범위는 넓다. 많은 사람들이 도세탁셀 치료를 통해 5년 이상 생존하지만, 이러한 결과를 도세탁셀 치료에 직접적으로 귀속시키기는 어렵다. 개선된 중간 생존 시간과 반응은 도세탁셀이 전이성 암의 진행을 늦추고 무병 생존으로 이어질 수 있음을 나타낸다. 도세탁셀과 프레드니손의 병용 치료는 미톡산트론 치료와 비교하여 생존율 향상뿐만 아니라 삶의 질 향상 및 통증 감소로 이어지는 것으로 나타났다.
세포 분열을 억제하는 것 외에도 도세탁셀의 존재는 온코단백질 bcl-2의 인산화를 유도하여 이전에 세포사 유도 메커니즘을 차단했던 암세포의 세포사를 유도하여 종양 퇴행을 유도하는 것으로 밝혀졌다. 도세탁셀과 방사선 치료를 병용했을 때 방사선 치료의 효과가 향상되는 것이 쥐에서 관찰되었다. 도세탁셀은 또한 파클리탁셀보다 세포 내 흡수율이 높고 세포 내 잔류 시간이 길어 더 적은 용량으로도 효과적이며, 부작용이 적고 경미한 것으로 밝혀졌다.

### 유방암
도세탁셀과 파클리탁셀은 전이성 유방암에 대해 비슷한 효능을 보이지만, 파클리탁셀은 부작용이 덜 심하다. 또한, 도세탁셀은 다양한 메커니즘을 통해 세포 약물 내성이 발생하기 쉽다는 점이 지적되었다.

### 모니터링 및 병용 사용
도세탁셀은 10주기 이상 3주마다 1시간 동안 주입하여 투여한다. 치료는 종양 전문의의 감독 하에 이루어진다. 부작용 및 독성을 감지하여 필요한 경우 치료를 변경하거나 중단하기 위해 혈구 수, 간 기능, 혈청 전해질, 혈청 크레아티닌, 심장 기능, 산소 포화도 및 체액 저류를 엄격하게 모니터링해야 한다.
체액 저류 및 과민 반응을 줄이기 위해 도세탁셀 투여 전 스테로이드 제제 전처치가 권장된다. 통증 관리 및 기타 증상을 돕기 위해 다른 약물도 자주 투여된다. 독소루비신과 사이클로포스파미드로 유방암을 치료하는 것은 도세탁셀 보조 치료로 강화된다. 도세탁셀은 DNA 합성 억제제인 카페시타빈과 병용하여 사용되기도 한다.

## 부작용

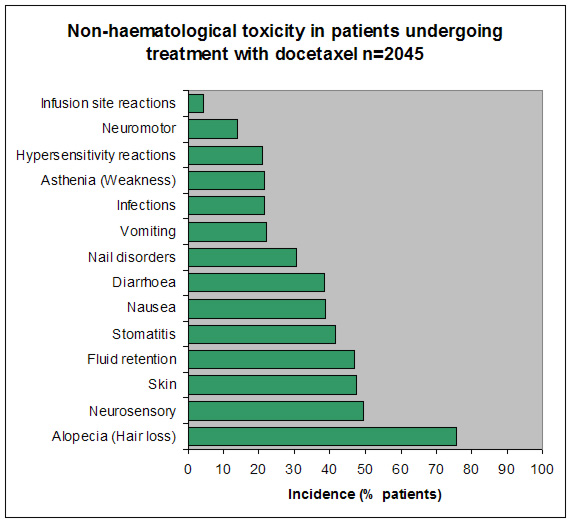
도세탁셀 치료에서 흔히 경험하는 비혈액학적 부작용의 발생률. 40건의 2상 및 3상 연구(n = 2045)에서 3주마다 100mg/m^{2} 용량으로 1시간 동안 주입을 받은 환자의 데이터.

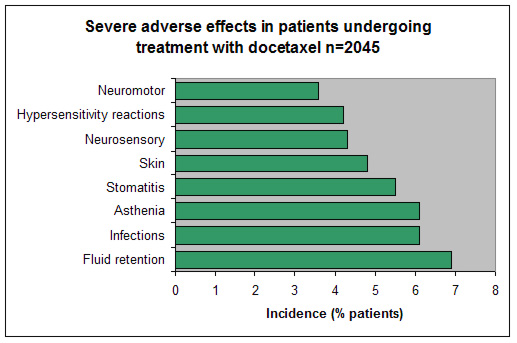
도세탁셀로 치료받은 환자에게서 보고된 심각한 부작용 발생률. 3주마다 100mg/m^{2} 용량으로 1시간 동안 주입을 받은 환자를 대상으로 한 40건의 2상 및 3상 연구의 데이터.

도세탁셀은 세포독성 화학요법 제제이다. 모든 화학요법과 마찬가지로 부작용은 흔하며, 많은 부작용이 문서화되었다. 도세탁셀은 세포주기 특이적 제제이기 때문에 체내의 모든 분열 세포에 세포독성을 나타낸다. 여기에는 종양 세포뿐만 아니라 모낭, 골수 및 기타 생식 세포도 포함된다. 이러한 이유로 탈모와 같은 흔한 화학요법 부작용이 발생하며, 때로는 영구적일 수 있다. 프랑스 북서부에서는 이러한 방식으로 얼마나 많은 사람들이 영향을 받는지 정확하게 파악하기 위한 조사를 실시하고 있다. 독립적인 연구에 따르면 그 비율이 6.3%에 달할 수 있으며, 이는 '흔하고 잦은' 분류에 해당한다.
혈액학적 부작용으로는 중성구 감소증 (95.5%), 빈혈 (90.4%), 열성 중성구 감소증 (11.0%), 혈소판감소증 (8.0%)이 있다. 독성으로 인한 사망은 2045명의 환자 중 1.7%를 차지했으며, 간 기능 검사 수치 상승(간 기능 장애)이 있는 환자에서는 발생률이 증가했다(9.8%).
화학요법 중, 특히 매주 투여될 때 도세탁셀 사용은 누관 배수 시스템의 합병증을 유발할 수 있다. 이 문제의 메커니즘은 누관을 통해 분비된 도세탁셀이 눈물샘 및 누관 배출 시스템의 협착 또는 협착을 유발하는 것으로 보인다. 대부분의 경우 주요 증상은 유루증 또는 눈물이다. 조기에 치료하면 대부분의 환자는 수술을 피할 수 있지만, 일부 경우에는 유리관을 삽입하여 눈물관을 우회하는 결막비낭술만이 유일한 치료법이다.
탁산 유발 폐독성은 드물다. 그러나 도세탁셀을 복용하는 환자의 1~5%는 심각한 폐독성을 일으킬 수 있다. 환자는 조기에 발견해야 하는 운동 시 호흡 곤란 및 탈산소증을 일으킬 수 있다. 흉부 X선은 양측성 불투명도를 나타낼 수 있으며, 고해상도 CT 흉부는 조직화폐렴(OP) 패턴 또는 비특이성 조직화폐렴(NSIP) 패턴 또는 그 조합을 나타낼 수 있다. 도세탁셀 유발 DPLD는 치명적인 부작용이며, 약물 중단 및 적절한 용량의 스테로이드 투여로 관리할 수 있다.
위의 40건의 2상 및 3상 연구에서 관찰된 심각한 부작용도 기록되었다.
도세탁셀 병용 및 보조 치료와 관련된 더 많은 부작용 및 드문 시판 후 사건이 보고되었다.

### 금기사항 및 환자 요인
도세탁셀은 기저 호중구 수가 1500 cells/μL 미만이거나, 도세탁셀 또는 폴리소르베이트 80에 대한 심각한 과민 반응 병력이 있거나, 심각한 간 기능 장애가 있거나, 임신 중 또는 수유 중인 여성에게는 사용이 금지된다.
부작용은 65세 이상 환자에게서 더 자주 발생하지만, 용량은 일반적으로 감소시키지 않는다. 콩팥 기능상실은 도세탁셀 용량 조절의 중요한 요인이 아닌 것으로 생각된다. 혈청 빌리루빈이 정상 상한치(ULN)보다 높은 간부전 환자는 도세탁셀을 투여해서는 안 되지만, 이는 명시된 금기 사항은 아니다. 도세탁셀 투여 후 3등급 또는 4등급 설사가 발생하거나, 간 효소 수치가 정상 상한치의 5배를 초과하는 간독성 또는 2등급 손바닥-발바닥 독성이 발생하는 경우 용량을 20% 줄여야 한다.
소아 환자를 대상으로 한 도세탁셀 임상 시험은 제한적이며, 16세 미만 환자에서의 안전성은 확립되지 않았다.

### 임신
제한된 데이터에 따르면 도세탁셀은 임신 2분기 및 3분기에 투여할 경우 임신 중에 안전한 것으로 보이지만, 적절한 치료 방침을 결정하기 위해 모체 및 태아 위험과 이익을 비교해야 한다.
모든 화학요법 제제와 마찬가지로, 임신한 동물에게 기관 형성기에 도세탁셀을 투여하면 사망을 포함한 다양한 배아-태아 독성을 유발한다. 그러나 사람의 모체 및 태아 영향에 대한 적절한 연구는 부족하다. 임신 중 유방암 치료에 탁센 사용을 검토한 작은 체계적 문헌 검토에서는 19명의 환자 중 선천성 기형이 3건만 발생한 것으로 나타났다. 연구에서 관찰된 두 건의 뇌실 비대증은 화학요법 투여 전에 기록되어 선천성 기형의 다른 원인을 시사한다. 세 번째 사례는 도세탁셀, 독소루비신, 사이클로포스파미드 및 파클리탁셀 복합 요법을 받은 어머니의 영아에서 발생한 유문 협착증이었다. 태아가 자궁 내에서 여러 약물에 노출되었기 때문에 도세탁셀을 원인적인 기형 유발 물질로 식별하기는 여전히 어렵다. 임신 중 도세탁셀의 안전성을 더 잘 평가하고 임산부에게 적절한 용량을 결정하기 위한 추가 연구가 필요하다.

### 약물 상호작용
약물 상호작용은 관련 약물 중 하나로 인해 약물동태학이나 약물역학이 변경된 결과일 수 있다. 시스플라틴, 덱사메타손, 독소루비신, 에토포시드, 빈블라스틴은 모두 도세탁셀과 병용 투여될 가능성이 있으며 2상 연구에서 도세탁셀 혈장 결합을 변경하지 않았다. 시스플라틴은 일부 CYP와 복잡한 상호작용을 하는 것으로 알려져 있으며, 일부 사례에서는 도세탁셀 청소율을 최대 25%까지 감소시키는 것으로 나타났다. 항경련제는 도세탁셀 관련 일부 대사 경로를 유도한다. CYP450 및 CYP3A는 항경련제 사용에 반응하여 발현이 증가하며, 도세탁셀 대사체 M4는 이러한 CYP에 의해 처리된다. 일반적인 항경련제인 페니토인 및 페노바르비탈을 복용하는 환자에게서는 M4 청소율이 25% 증가하는 것으로 관찰된다.
| 도세탁셀과 상호작용하는 약물                                                                                     | 상호작용으로 인한 부작용                                                                                |
| --- | --- |
| 시스플라틴 | 지연성 신경병증 위험 증가                                                                               |
| 시클로스포린, 달포프리스틴, 에리트로마이신, 이트라코나졸, 케토코나졸, 퀴누프리스틴, 테르페나딘, 트롤레안도마이신 | 다음 중 일부 또는 전체를 포함한 도세탁셀 독성 위험 증가: 빈혈, 백혈구 감소증, 혈소판 감소증, 발열, 설사 |
| 독소루비신 염산염                                                                                                | 담즙 울체성 황달 및 위막성 대장염                                                                       |
| 독소루비신 염산염 리포좀                                                                                         | 독소루비신 노출 증가                                                                                    |
| 바실러스 칼메트-게랭, 홍역, 볼거리, 폴리오바이러스, 로타바이러스, 풍진, 천연두, 장티푸스, 수두, 황열 예방접종    | 생백신에 의한 감염 위험 증가                                                                            |
| 탈리도마이드 | 정맥혈전색전증 위험 증가                                                                                |

에리트로마이신, 케토코나졸 및 시클로스포린은 CYP3A4 억제제이므로 도세탁셀의 대사 경로를 억제한다. CYP3A4를 유도하는 항경련제와 함께 사용할 경우 도세탁셀 용량을 늘려야 할 수 있다.
코르티코스테로이드 전처치는 도세탁셀에 대한 과민 반응과 부종을 감소시키는 데 사용되었으며, 도세탁셀의 약물동태학에 영향을 미치지 않는 것으로 나타났다. 경구용 카페시타빈 치료로 도세탁셀의 효능이 향상되었으며, 27개월 이상의 추적 관찰 결과 생존 이점이 확인되었다. 독소루비신은 한 연구에서 24명의 환자에게 도세탁셀과 병용 투여되었으며, 도세탁셀의 AUC가 50~70% 증가한 것으로 나타나 독소루비신이 도세탁셀의 분포에 영향을 미칠 수 있음을 시사한다. 에토포시드 또한 도세탁셀 청소율을 감소시키는 것으로 나타났지만, 이러한 관찰에 대한 환자 수는 적었다.
프레드니손을 도세탁셀과 함께 투여한 결과 호르몬 불응성 전립선암 환자의 생존율, 삶의 질, 통증 관리 능력이 향상되었다.

## 화학
도세탁셀은 탁산 계열의 화학요법 약물이며, 희귀한 태평양 주목나무인 Taxus brevifolia의 껍질에서 추출한 파클리탁셀 (탁솔)의 반합성 유사체이다. 파클리탁셀이 부족했기 때문에 광범위한 연구가 수행되어 재생 가능하고 더 쉽게 구할 수 있는 유럽 주목나무 잎에서 추출한 10-데아세틸 바카틴 III의 에스테르화된 산물인 도세탁셀이 만들어졌다.
도세탁셀은 화학 구조에서 두 가지 위치에서 파클리탁셀과 다르다. 탄소 10에는 수산기 기능기가 있고, 파클리탁셀에는 아세트산 에스터가 있으며, 페닐프로피오네이트 측쇄에는 파클리탁셀의 벤자미드 대신 3차 부틸 카르바메이트 에스터가 존재한다. 탄소 10 기능기 변화로 인해 도세탁셀은 파클리탁셀보다 수용성이 더 높다.

### 제제 및 조성
도세탁셀은 백색 가루이며, 폴리소르베이트 80에 농축된 무수 도세탁셀 20 mg 및 80 mg 탁소테르 단회 투여 바이알에 포함된 활성 성분이다. 용액은 1 mL당 40 mg 도세탁셀과 1040 mg 폴리소르베이트 80을 함유하는 투명한 갈색-노란색이다. 20 mg 탁소테르는 0.5 mL 무균 무발열성 무수 폴리소르베이트 80에 탁소테르(도세탁셀) 제제 단회 투여 바이알 1개와 1.5 mL 13% 에탄올을 식염수에 함유하는 탁소테르 용매 바이알 1개를 결합하고 투여를 위해 0.9% 염화나트륨 또는 5% 포도당을 함유하는 250 mL 주입 백에 희석하여 포장된 블리스터 박스에 배포된다. 80 mg 탁소테르는 동일하게 공급되지만, 2.0 mL 폴리소르베이트 80과 6.0 mL 13% 에탄올이 식염수에 포함된다. 도세탁셀과 용매 바이알을 결합하여 10 mg/mL 용액을 만들고, 이 용액에서 필요한 용량을 뽑아낸다. 바이알은 준비 중 액체 손실, 거품 발생, 바이알 벽 부착 및 데드 볼륨을 보상하기 위한 초과 용량을 포함한다. 20 mg 바이알은 25°C 이하의 빛을 피하여 24개월 동안 보관할 수 있으며, 80 mg 바이알은 동일한 조건에서 26개월 동안 보관할 수 있다.
최근 사노피는 1개 바이알 제형 승인을 받았다. 이 1개 바이알 제형을 사용하면 첫 번째 희석 단계를 제거하여 주입 용액 준비가 단순화된다. 2개 바이알 및 1개 바이알 제형은 동일한 의약품 물질인 도세탁셀 삼수화물과 동일한 부형제(에탄올, 폴리소르베이트 80, 구연산)를 포함한다. 1개 바이알 제형은 이미 승인된 2개 바이알 제형과 동일한 농도로 동일한 의약품 물질을 함유하는 수성 정맥 주사 용액으로 투여된다. 두 제형의 주입 용액에는 동일한 등급, 품질 및 양의 폴리소르베이트 80이 존재한다. 이 두 제형의 유일한 차이는 에탄올의 양이다.

### 활성 영역
전자 결정학 밀도 및 핵자기 공명 디컨볼루션에 기반한 모델은 도세탁셀이 β-튜불린에 결합하는 것을 설명하기 위해 제안되었다. 이 T자형/나비 모양 모델에서, β-튜불린 표면 근처에는 깊은 소수성 틈이 존재하며, 여기서 세 개의 잠재적 수소 결합과 여러 소수성 접촉이 도세탁셀에 결합한다. 소수성 주머니 벽은 3'-벤자미도 페닐, 3'-페닐, 도세탁셀의 2-벤조일 페닐과 소수성 상호작용을 형성하는 H1, H6, H7 나선과 H6과 H7 사이의 루프를 포함한다. 3'-페닐 또한 β-시트 B8과 B10과 접촉한다. 도세탁셀의 C-8 메틸은 β-튜불린의 C-말단 근처의 두 잔기, Thr-276 및 Gln-281과 반데르발스 상호작용을 한다. 도세탁셀의 O-21은 Thr-276에 대한 정전기적 인력을 경험하고 C-12 메틸은 B9와 B10 사이의 루프에서 Leu-371과 가깝다.

## 약물동태학

### 흡수 및 분포
경구 생체 이용률은 단독으로 8% ±6%였으며, 시클로스포린과 함께 투여했을 때 생체 이용률이 90% ± 44%로 증가했다. 실제로 도세탁셀은 투여 정밀도를 높이기 위해 정맥 주사로만 투여된다. 2상 및 3상 임상 연구에서 도세탁셀 약물동태학 평가는 3주마다 1시간 동안 100 mg/m2 용량을 투여하여 이루어졌다.
도세탁셀은 37°C 및 pH 7.4에서 농도에 관계없이 혈장 단백질 결합률이 98% 이상인 것으로 나타났다. 도세탁셀의 혈장 단백질 결합에는 지단백, 알파1산 당단백 및 알부민이 포함된다. 알파1산 당단백은 특히 암 환자에서 개인 간 변동성이 가장 큰 단백질이므로 도세탁셀 혈장 결합 변동성의 주요 결정 요인이다. 도세탁셀은 적혈구와 거의 상호 작용하지 않았으며 저장 매체인 폴리소르베이트 80에 영향을 받지 않았다. 최근 연구에 따르면 폴리소르베이트 80은 탁산의 과민 반응의 원인이 될 수 있다.
도세탁셀의 농도-시간 프로파일은 3구획 약물동태학 모델과 일치했다. 평균 4.5분의 알파 생물학적 반감기를 갖는 초기, 비교적 빠른 감소는 전신 순환에서 말초 구획으로의 분포를 나타낸다. 평균 38.3분의 베타 반감기와 평균 12.2시간의 비교적 느린 감마 반감기는 말초 구획에서 도세탁셀의 느린 유출을 나타낸다.
100 mg/m2 용량을 1시간 동안 주입한 결과 평균 총 체내 청소율은 21 L/h/m2이었고, 평균 정상 상태 분포 용적은 73.8 L/m2 또는 평균 체표면적의 1.68 m2를 기준으로 123 L였다. 혈장 농도-시간 곡선하 면적은 평균 2.8 mg.h/L의 값을 가졌다. 도세탁셀의 Cmax는 4.15 ± 1.35 mg/L로 밝혀졌다. 용량 증가는 농도-시간 곡선하 면적의 선형적 증가를 가져왔으므로 용량이 혈장 농도에 정비례한다고 결론내렸다.

### 대사 및 배설
도세탁셀은 주로 간에서 사이토크롬 P450 CYP3A4 및 CYP3A5 동종 효소 아과에 의해 대사된다. 대사는 주로 산화적으로 일어나며, 3차 부틸프로피오네이트 측쇄에서 일어난다. 이로 인해 먼저 알코올 도세탁셀(M2)이 생성되고, 이후 순환하여 세 가지 추가 대사체(M1, M3, M4)로 변환된다. M1과 M3는 두 개의 디아스테레오 이성질체 하이드록시옥사졸리디논이고, M4는 옥사졸리디네디온이다. 577명의 환자를 대상으로 한 2상 임상 시험에서 도세탁셀의 청소율은 체표면적 및 간 효소와 알파1산 당단백 혈장 수치와 관련이 있는 것으로 나타났다. 다음 모델은 인간의 도세탁셀 청소율을 나타낸다.
여기서 CL은 총 체내 청소율 (L/h), BSA는 총 체표면적 (m2), AAG와 ALB는 각각 알파1산 당단백 및 알부민 혈장 농도 (g/L), AGE는 환자의 나이 (세)이다. HEP12는 도세탁셀의 청소율에 영향을 미치는 간 기능 장애의 측정값이다. 이 최종 모델은 환자의 일부를 설명했으며, 모델에서 벗어나는 대부분의 환자(인구 중앙값 CL = 35.6 L/h)를 간 기능 장애로 확인했다. 이는 간 기능이 청소율 변동성 측면에서 가장 예측 불가능한 요인임을 시사한다.
중대한 간 기능 장애가 있는 환자는 도세탁셀 청소율이 약 30% 감소했으며, 도세탁셀 치료로 인한 독성 중독 위험이 더 높았다. 집단 약동학 연구에서 청소율은 나이, 알파1산 당단백 및 알부민 농도 증가, 체표면적 감소와 함께 유의미하게 감소하는 것으로 나타났다.
신장 배설은 배설의 5% 미만을 차지하므로 신장 기능 장애는 도세탁셀 대사 또는 배설에 영향을 미치지 않을 가능성이 높다. 소아 환자에게 도세탁셀을 55~75 mg/m2 용량으로 사용한 데이터는 제한적이다. 두 건의 소아 연구에서 평균 청소율은 33 L/h/m2이었고, 농도-시간 프로파일은 분포 및 배설의 2구획 모델에 가장 잘 맞았다. 소아 연구에서 평균 분포 반감기는 0.09시간이었고 평균 배설 반감기는 1.4시간이었다.
14C 표지된 도세탁셀의 3명의 환자에서 생체 분포를 분석한 결과, 약물의 대부분이 담즙을 통해 대사 및 배설되어 대변으로 배출되는 것으로 나타났다. 투여된 방사성 표지 도세탁셀 중 80%는 7일 동안 대변으로, 5%는 소변으로 배출되었으며, 이는 도세탁셀의 요 배설이 미미함을 나타낸다. 타액은 미미한 배설에 기여했으며, 폐를 통한 배설은 검출되지 않았다. 도세탁셀의 말단 반감기는 임상적으로 명시된 10-18시간과 달리 지속적인 혈장 채취를 통해 약 86시간으로 결정되었다.

## 작용 메커니즘

### 분자 표적
도세탁셀은 고친화성으로 미세소관에 가역적으로 결합하며, 미세소관 내에서 튜불린 1몰당 도세탁셀 1몰의 최대 정량비를 갖는다. 이 결합은 미세소관을 안정화하고 칼슘 이온, 온도 감소 및 희석에 의한 탈중합을 방지하며, 특히 미세소관의 플러스 끝에서 작용한다. 도세탁셀은 신장암 세포보다 난소 선암 세포에 더 높은 농도로 축적되는 것으로 밝혀졌으며, 이는 도세탁셀에 의한 난소암 치료 효과에 기여할 수 있다. 또한 온코단백질 bcl-2의 인산화를 유도하는 것으로 밝혀졌으며, 이는 온코단백질 형태로 세포사를 차단한다.

### 작용 방식
도세탁셀의 세포독성 활성은 GTP 부재 시 미세소관 조립을 촉진하고 안정화시키는 동시에 생리적 미세소관 탈중합/해체를 방지함으로써 발휘된다. 이는 미세소관 형성에 필요한 유리 튜불린의 현저한 감소로 이어져 중기에서 후기 사이의 유사분열 세포 분열을 억제하여 추가적인 암세포 증식을 방지한다.
도세탁셀이 존재하면 미세소관이 해체되지 않으므로 세포 내에 축적되어 세포사멸을 유도한다. 세포사멸 차단 온코단백질인 bcl-2를 차단함으로써 세포사멸이 촉진된다. 시험관 내 및 생체 내 분석 모두 도세탁셀의 항암 활성이 광범위한 알려진 암세포에 효과적이며, 다른 항암제 활성과 협력하고, 파클리탁셀보다 더 큰 세포독성을 가지며, 이는 아마도 더 빠른 세포 내 흡수율 때문일 것이다.
도세탁셀의 주요 치료 작용 방식은 미세소관 묶음으로 이어지는 세포사멸이나 bcl-2 차단이 아니라 미세소관 동적 조립 및 해체 억제이다.

### 세포 반응
도세탁셀은 유방, 대장, 폐, 난소, 위, 신장 및 전립선암 세포에 세포독성 활성을 나타낸다. 도세탁셀은 간기 미세소관의 해체를 차단하지 않으므로 유사분열 주기로 진입하는 것을 방지하지는 않지만, 유사분열 방추체 조립을 억제하여 유사분열을 차단한다. 이는 유사분열 재앙으로 이어질 수 있다. 파클리탁셀 또는 안트라사이클린 독소루비신에 대한 내성은 반드시 도세탁셀에 대한 내성을 의미하는 것은 아니다. 도세탁셀 존재 하에 형성된 미세소관은 파클리탁셀 존재 하에 형성된 미세소관보다 크기가 더 크며, 이는 세포독성 효과를 향상시킬 수 있다. 도세탁셀에 의한 풍부한 미세소관 형성 및 복제 방지는 종양 세포의 세포사멸을 유도하며, 이는 암 치료제로서 도세탁셀 사용의 기초가 된다. 도세탁셀 활성은 폐 종양보다 난소 및 유방 종양에서 현저히 더 크다.

## 사회 및 문화

### 발견, 규제 및 마케팅
도세탁셀은 전 세계적으로 사노피-아벤티스가 탁소테르라는 이름으로 선 파마 글로벌이 도세프레즈, 자이더스가 자이탁스라는 이름으로 판매하고 있다. 2010년 탁소테르의 연간 매출액은 21.22억 유로(31억 US$)였다. 특허는 2010년에 만료되었다.
도세탁셀은 지프쉬르이베트에 있는 CNRS의 피에르 포티에가 지역 유럽 주목나무를 이용하여 파클리탁셀 (탁솔) 생산을 개선하는 연구를 하던 중 발견한 것을 바탕으로 로네-풀랑 로러(현 사노피-아벤티스)가 개발했다.

### 비용
영국 (2009년 기준)에서 3주마다 75 mg/m2 용량으로 6주기 (18주) 도세탁셀 정맥 주입 비용은 £5,262 이다 (평균 체표면적 1.75 m2 기준).